# Niederhausen an der Appel
Niederhausen an der Appel (pfälzisch: Nerrerhause) ist eine Ortsgemeinde im Donnersbergkreis in Rheinland-Pfalz. Sie gehört der Verbandsgemeinde Nordpfälzer Land an, die ihren Verwaltungssitz in der Gemeinde Rockenhausen und eine zusätzliche Verwaltungsstelle in Alsenz hat.

## Geographische Lage
Niederhausen liegt im Appelbachtal nördlich des Pfälzerwalds. Im Norden befindet sich Tiefenthal, im Süden Münsterappel und westlich liegt Winterborn. Die nächstgelegenen Städte sind Bad Kreuznach, Rockenhausen und Kaiserslautern.
Zur Gemeinde gehört auch der Wohnplatz Freyhof.

## Geschichte
Der Ort wurde 1325 als Niderhusen erstmals urkundlich erwähnt.
Niederhausen war zu dieser Zeit Teil des von den Wildgrafen verwalteten Vogteibesitzes der Reichsabtei St. Maximin in Trier, deren örtliche Filiale die Propstei in Münsterappel war. Im Zuge der Reformation wurde Niederhausen 1555 lutherisch, die Propstei aufgelöst, und die Abtei verlor ihren Einfluss. Der Ort gehörte nun zum Territorium der Rheingrafen, welche die Wildgrafen nach dem Erlöschen deren Linie zwischenzeitlich beerbt hatten. Im Jahr 1775 fiel Niederhausen im Rahmen eines Tauschvertrags an Nassau-Weilburg, womit es nun zum Amt Alsenz gehörte.
Die alte Ordnung wurde ab 1792 durch französischen Revolutionstruppen beendet und die Pfalz von Frankreich annektiert. Von 1798 bis 1814 gehörte Niederhausen zum Département Donnersberg, Arrondissement Kaiserslautern, Kanton Obermoschel. Auf dem Wiener Kongress fiel die linksrheinische Pfalz 1815 zunächst an Österreich und 1816 aufgrund eines Tauschvertrages an das Königreich Bayern. Der Ort wurde nun dem Landkommissariat Kirchheim im bayerischen Rheinkreis zugeordnet.
Nach dem Zweiten Weltkrieg wurde Niederhausen innerhalb der französischen Besatzungszone Teil des damals neu gebildeten Landes Rheinland-Pfalz. Zunächst gehörte der Ort weiterhin dem Landkreis Rockenhausen an (im Jahr 1900 als Bezirksamt gebildet, 1939 in Landkreis umbenannt), im Zuge der ersten rheinland-pfälzischen Verwaltungsreform ab 1969 dem neugebildeten Donnersbergkreis. Innerhalb des Kreises wurde 1972 aus Niederhausen und 15 anderen Gemeinden die Verbandsgemeinde Alsenz-Obermoschel gebildet, die zum 1. Januar 2020 in die Verbandsgemeinde Nordpfälzer Land aufging.

## Politik

### Gemeinderat
Der Gemeinderat in Niederhausen besteht aus sechs Ratsmitgliedern, die bei der Kommunalwahl 2024 in einer Mehrheitswahl gewählt wurden, und dem Vorsitzenden.

### Ortsbürgermeister
Andre Sittel wurde am 9. Juni 2024 zum Ortsbürgermeister von Niederhausen an der Appel gewählt. Bei der Wahl erhielt er 72,5 % der abgegebenen Stimmen bei einer Wahlbeteiligung von 87,0 %.
Die Vorgängerin war seit 2009 Jutta Kreis.

### Wappen
| Wappen von Niederhausen an der Appel | Blasonierung: „Geteilt von Gold und Blau. Oben ein wachsender roter Löwe, blau gezungt, blau bewehrt und blau gekrönt; unten eine silberne, rot bedachte Kirche mit zwei rot bedachten und mit goldenen Kreuzen besteckten Türmen.“ |
| Wappen von Niederhausen an der Appel | |

## Kultur und Sehenswürdigkeiten
Rund um die evangelische Kirche befindet sich eine Denkmalzone.
Siehe auch: Liste der Kulturdenkmäler in Niederhausen an der Appel

## Wirtschaft und Infrastruktur
Im Ort kreuzen sich die L 400 und die L 403. Über die A 63 im Osten und die A 61 im Nordosten besteht Anschluss an den Fernverkehr. Nächstgelegener Bahnhof ist der Alsenz an der Alsenztalbahn. An diesen, sowie an den in Rockenhausen, ist Niederhausen durch die VRN-Buslinie 914 angebunden, die von Behles Bus aus Kirchheimbolanden betrieben wird.